# Los Cóndores
Los Cóndores é um município da província de Córdova, na Argentina.